# Світова федерація спортивного танцю
Світова федерація спортивного танцю, (СФСТ) (англ. World DanceSport Federation (WDSF), раніше - англ. International DanceSport Federation (IDSF)) — міжнародний керівний орган спортивного танцю, визнаний Міжнародним олімпійським комітетом і Міжнародним параолімпійським комітетом.
Заснована 12 травня 1957 року як International Council of Amateur Dancers (ICAD) у Вісбадені, перейменована на IDSF у 1990 році. У 2011 році назву Федерації знов змінили на WDSF, щоб змістити фокус на масштаби її діяльності.
Федерація декларує правила для всіх міжнародних змагань зі спортивного танцю для аматорів з континентальної Європи. Світова федерація спортивного танцю офіційно визнана Міжнародним Олімпійським Комітетом як окремий підрозділ, відповідальний за бальний спортивний танець на Олімпійських іграх.
WDSF є членом інших міжнародних федерацій:
- SportAccord (раніше - GAISF)
- IWGA - International World Games Association
- ARISF - Association of the IOC Recognised Sports Federations (з 5 вересня 1997 року)

## Правила рейтингу WDSF
- Відкриті рейтингові змагання WDSF можуть судити тільки судді з міжнародною чинною ліцензією WDC
- В рейтинг WDSF включено результати тільки відкритих змагань
- При підрахунку рейтингу пари врахоховується 6 найкращих результатів протягом 12 місяців
- Танцювальну пару вилучають з рейтингу, якщо вона не бере участі у рейтингових змаганнях упродовж 12 місяців
- Після зміни танцювального партнера пара втрачає всі набрані бали
- Рейтингові бали нараховують відповідно до 3 груп змагань
- Результати рейтингових змагань повинні бути заповнені у спеціальний офіційний протокол WDSF англійською мовою та надіслані в адміністрацію WDSF відразу після закінчення змагань

## Асоціація спортивного танцю України
АСТУ очолює Влох Святослав Тарасович.